# Six Shooter
Six Shooter è un cortometraggio del 2004 scritto e diretto da Martin McDonagh. Ha vinto l'Oscar per il miglior cortometraggio agli Oscar 2006.

## Trama
In un corridoio di ospedale un medico informa Donnelly, un uomo sui cinquant'anni, della morte di sua moglie. Gli dice anche che ora deve andare perché c'è molto lavoro e che quella notte ci sono state altre tre morti, due bambini in culla e una donna uccisa da suo figlio con un colpo di pistola alla testa.
Dopo aver visitato la moglie deceduta, lasciando sul corpo una foto di David, il loro coniglietto, Donnelly sale su un treno. Di fronte al suo sedile un ragazzo fuma e parla in continuazione, dicendo cose molto strane e ricorrendo spesso al turpiloquio. Un uomo, dal sedile dietro, gli si avvicina irritato e gli urla di evitare quel tipo di linguaggio, dopodiché torna a sedersi accanto a sua moglie. Entrambi hanno un'aria turbata e infelice. Donnelly lo nota e chiede loro, gentilmente, che cosa non va. La risposta è che sono i genitori di uno dei bambini morti in culla (i nomi dei personaggi, a parte Donnelly, non sono citati). 
Mentre il marito turbato è uscito dal vagone per andare a comprare qualcosa dall'uomo delle bibite, il ragazzo sboccato si siede sgarbatamente di fianco alla donna, che sta guardando una foto di suo figlio morto. Il giovane fa del sarcasmo su quella foto. Lei si alza e si allontana. Poco dopo si getta dal treno. 
Quando Donnelly si rende conto di questo fatto tira la maniglia di emergenza. Il treno si ferma e un poliziotto sale per raccogliere informazioni su questo suicidio. Guardando in viso il ragazzo, gli dice di avere l'impressione di averlo già visto. L'agente scende, il treno riparte e il ragazzo saluta dal finestrino con aria beffarda. Ora il poliziotto si ricorda di lui e chiama i suoi colleghi.
Sui sedili, il giovane continua i suoi discorsi astrusi. Parla di una vacca che non riusciva a espellere i gas intestinali. Dice anche che sua madre è morta ma non ne prova alcun dolore e che i genitori dovrebbero uccidere i figli quando sono ancora piccoli, altrimenti crescono male, come lui. Donnelly si alza per scendere alla sua fermata. Si accorge che una squadra di poliziotti è appostata intorno al treno. Gli tornano in mente le parole del dottore, "una donna a cui il figlio ha sparato alla testa". Si butta a terra mentre ha luogo una sparatoria tra il ragazzo (matricida), che spara con due pistole, e la polizia. Il giovane viene colpito più volte e muore tra le braccia di Donnelly, che si impossessa di una delle pistole.
Ora Donnelly è arrivato a casa. La rivoltella è sul tavolo davanti a lui. In canna ci sono due colpi. Guardando una foto della moglie, dice che sta per raggiungerla. Si punta l'arma alla tempia. Ma gli si avvicina il coniglietto David. Così lo prende in braccio e, accarezzandolo, gli spara, facendogli saltare la testa, proprio come il ragazzo del treno aveva fatto con sua madre. Poi si punta nuovamente la pistola alla tempia. Ma l'arma gli scappa di mano, cade a terra e l'ultimo colpo esplode a vuoto.
L'ultima immagine vede Donnelly seduto, che tiene in braccio il coniglio morto e dice tra sé: "che giornata di m..."

## Distribuzione
Il film è stato presentato il 14 ottobre 2004 al Cork International Film Festival, dove ha vinto il premio per il migliore cortometraggio irlandese.

## Premi e riconoscimenti
- 2006 - Premi Oscar[2]
  - Miglior cortometraggio
- 2005 - Premi BAFTA[4]
  - Candidatura per il miglior cortometraggio
- 2005 - British Independent Film Awards[5]
  - Miglior cortometraggio
- 2005 - Irish Film and Television Awards[6]
  - Miglior cortometraggio
  - Candidatura per il miglior debutto a Martin McDonagh